# Alexander Katourgi
Alexander Katourgi, född 24 december 1990 i Solna församling, är en svensk språkvetare, översättare och skribent. Sedan 2016 är Katourgi krönikör i Arbetarbladet.